# Malpolon moilensis
Malpolon moilensis is een slang uit de familie Psammophiidae.

## Naam en indeling
De wetenschappelijke naam van Malpolon moilensis werd voor het eerst voorgesteld door Adolph Reuss in 1834. Oorspronkelijk werd de wetenschappelijke naam Coluber moilensis gebruikt. Het was lange tijd de enige soort uit het monotypische geslacht Rhagerhis. De slang behoorde lange tijd tot de geslachten Coluber, Coelopeltis en Malpolon, waardoor de verouderde wetenschappelijke namen in de literatuur worden gebruikt.

## Uiterlijke kenmerken
De slang bereikt een lichaamslengte van ongeveer 70 tot 80 centimeter met uitschieters naar bijna 190 cm. Het lichaam is cilindrisch vorm vorm. De schubben zijn groot en doen enigszins kraal-achtig aan. De kop is duidelijk te onderscheiden van het lichaam door de aanwezigheid van een duidelijke insnoering. De ogen zijn relatief groot en hebben een ronde pupil. De lichaamskleur is lichtbruin met donkere vlekken Op de hoek van de kaak is een donkere vlek aanwezig. De huid in de nek kan sterk worden afgeplat waardoor de slang op een cobra lijkt. Het gif van de slang is echter ongevaarlijk voor mensen.

## Verspreiding en habitat
Malpolon moilensis komt voor in delen van noordelijk Afrika en oostelijk in het Midden-Oosten en leeft in de landen en deelgebieden Marokko, Westelijke Sahara, Algerije, Tunesië, Libië, Egypte, Israël, Sinaï, Jordan, Syrië, Irak, Iran, Saoedi-Arabië, Oman, Jemen, Verenigde Arabische Emiraten, Koeweit, Mauritanië, Niger, Mali, Soedan en Eritrea en mogelijk in Ghana. De habitat bestaat uit droge tropische en subtropische scrublands en grasland en hete woestijnen. Ook in door de mens aangepaste streken zoals akkers en landelijke tuinen kan de slang worden aangetroffen. De soort is aangetroffen van zeeniveau tot op een hoogte van ongeveer 1500 meter boven zeeniveau.

## Beschermingsstatus
Door de internationale natuurbeschermingsorganisatie IUCN is de beschermingsstatus 'veilig' toegewezen (Least Concern of LC).